# Milis
Milis – miejscowość i gmina we Włoszech, w regionie Sardynia, w prowincji Oristano. Graniczy z Bauladu, Bonarcado, San Vero Milis, Seneghe i Tramatza.
Według danych na rok 2004 gminę zamieszkiwało 1681 osób, 93,4 os./km².